# Rocheville
Rocheville é uma comuna francesa na região administrativa da Normandia, no departamento Mancha. Estende-se por uma área de 10,13 km². Em 2010 a comuna tinha 607 habitantes (densidade: 59,9 hab./km²).